# ハイーラターン
ハイーラターン（ダリー語: حیرتان, DMG方式: Ḥairatān, ウズベク語: Gʻayratan / Ғайратан）はアフガニスタン、バルフ州の国境の街である。ハイーラターンはキャルダール郡アムダリヤ川沿いに位置しており、この川がアフガニスタンとウズベキスタンとの国境線を形作っている。アムダリヤ川にかかるアフガニスタン＝ウズベキスタン友好橋が両国をつないでおり、橋の向こうはウズベキスタンのテルメズになる。標高は300メートル。ハイーラターンはアフガニスタンの交通、物流の要衝のひとつとなっている。

## 歴史
1990年代の初頭、ハイーラターンはアブドゥッラシード・ドストゥム（ラシッド・ドスタム）のイスラム民族運動に参加していたアブドゥル・モメン（Abdul Momen）将軍の率いる第70師団の拠点となっていた。1994年1月5日にモメン将軍が殺された後はドスタム派のヘラルッディーン（Helaluddin）上級大将が第70師団の一部を受け継いだ。
アフガニスタン・イスラム首長国（タリバン政権）が倒れハーミド・カルザイのアフガニスタン・イスラム移行政権が誕生すると、ハイーラターンは戦略的重要性を増した。そのためNATOの主導する訓練、支援を受けたアフガン国家治安部門(ANSF)がこの地に基地を置き治安維持を担っている。アフガニスタン国境警察が国境の警備にあたり、税関が輸出入貨物の管理を行っている。これらすべての機関をアフガニスタン国軍と国際治安支援部隊(ISAF)がサポートしている。

## 鉄道
2010年まではハイーラターンの貨物ターミナルは隣国ウズベキスタン、橋を超えておよそ10キロ先のテルメズから伸びる鉄道の終着点となっていた。これはソビエト時代に敷設されたもので、短い距離ながら当時アフガニスタンに2本ある鉄道のうちの1本であった。その後2010年1月22日、ハイーラターンからアフガニスタン側へ鉄道を延長し、マザーリ・シャリーフ近郊のグレマルのターミナルまでの75キロを鉄道でつなぐ工事が始まる。マザーリ・シャリーフはアフガニスタン第二の商業都市である。このプロジェクトは中央アジア地域経済協力プログラムの主導するもので、2011年までの完成を目指すとされた。
2010年5月25日、アメリカ大使、アジア開発銀行総裁、アフガニスタン財務相、アフガニスタン鉱山資源相、アフガニスタン運輸相、加えて日本、フィンランド、ウズベキスタンの大使らが参加し、ハイーラターン鉄道の発足を祝うリボンカットがおこなわれた。アメリカと日本はアジア開発銀行の2大出資国である。アジア開発銀行はプロジェクト全体の費用の97パーセントである1億7000万ドルを賄い、アフガニスタン政府は500万ドルを負担した。このハイーラターン鉄道はアフガニスタンのより広い地域にまたがる鉄道ネットワークを構築する計画の第一段階とされた。最終的には西はヘラートから北東のシェール・ハーン・バンダルまで伸ばすことが予定されており、ヘラートでは国境をまたぎイランへと乗り入れが可能となる。一方のシェール・ハーン・バンダルでもタジキスタンへと接続される。予定されているこの鉄道はタジキスタンやウズベキスタンからの貨物を北アフガニスタンに経由させ、イランのペルシア湾まで運ぶという鉄道回廊を形作る。